# Els amors d'una rossa
Els amors d'una rossa (original:Lásky jedné plavovlásky, literalment Una rossa enamorada, títol internacional en anglès Loves of a Blonde o A blonde in Love) és una comèdia txecoslovaca de 1965 dirigida per Miloš Forman. Ha estat doblada al català.

## Argument[2]
Andula és una jove que comparteix un dormitori a Zruc, on treballa en una gran fàbrica de sabates els empleats de la qual són exclusivament de sexe femení.
El capatàs de l'empresa, preocupat pel benestar de les seves treballadores, convenç a l'administració comunista d'instal·lar una base militar al poble per tal de posar fi a l'escassetat de nois que pateix el poble. Seguidament, un ball és organitzat per donar la benvinguda als soldats, que finalment resulten ser decebedores reservistes que ja han deixat enrere els millors dies de la seva joventut.
Malgrat que són els soldats qui durant el ball intenten lligar insistentment amb les joves, la ingènua Andula acaba finalment sent seduïda per Milda, l'eixerit pianista de l'orquestra vinguda de Praga. Tot i tenir parella, Andula acaba passant la nit amb el pianista que, per tal d'accedir als seus propòsits sexuals, abans li ha ofert mudar-se amb ell a Praga.
El cap de setmana següent, la il·lusa Milda fa autoestop a un camió que va a Praga a la recerca de la casa del pianista, el qual resulta habitar en un minúscul apartament compartit amb els seus pares.
La inesperada visita d'Andula, de la qual Milda visiblement ja ni gairebé se'n recordava, provoca una conflictiva situació en la qual la decebuda jove acaba passant la nit dormint sola al llit de Milda, el qual passa alhora a compartir llit amb els seus pares, ben enfadats perquè ja es fan a la idea del que ha passat en la nocturna vida del seu adonista fill.
Al següent dia, la desenganyada Andula abandona Praga per retornar al dormitori de Zruc i reincorporar-se a la fàbrica de sabates.

## Nominacions
- Oscar a la millor pel·lícula de parla no anglesa 1967
- Globus d'Or a la millor pel·lícula estrangera
- Lleó d'Or al Festival Internacional de Cinema de Venècia per	Milos Forman